# Paulie Ayala
Paulie Ayala (* 22. April 1970 in Fort Worth, Texas als Paul Anthony Ayala) ist ein ehemaliger, US-amerikanischer Profiboxer mexikanischer Abstammung und ehemaliger WBA-Weltmeister im Bantamgewicht. Er ist Ring Magazine Boxer des Jahres 1999 und wurde vor allem durch seine beiden Kämpfe gegen Johnny Tapia bekannt.

## Amateurkarriere
Paulie Ayala bestritt über 300 Amateurkämpfe, gewann 1986 die Junior Olympic National Championships und 1989 die Texas State Golden Gloves. 1992 wurde er mit einer Finalniederlage gegen Sean Fletcher, US-amerikanischer Vizemeister im Bantamgewicht und erreichte bei den Ausscheidungskämpfen für die XXV. Olympischen Spiele in Barcelona, den 2. Platz im Bantamgewicht. Er besiegte dabei Chris Hamilton und seinen vorherigen Bezwinger Sean Fletcher, ehe er im Finale deutlich nach Punkten gegen Sergio Reyes unterlag. Aufgrund der Tatsache, dass er Reyes jedoch in den Jahren zuvor schon siebenmal besiegt hatte, wurde er ins US-Olympiateam aufgenommen. Da sein Vater sich jedoch gegen eine Teilnahme aussprach, trat Paulie Ayala wieder aus dem Olympiateam aus und wurde stattdessen im November selben Jahres, Profiboxer im Bantamgewicht.

## Anfänge der Profikarriere
Sein Profidebüt bestritt er dabei am 27. November 1992 gegen Jaime Olvera und gewann nach Punkten. Gleich in seinem nächsten Kampf schlug er den späteren, Nordamerikanischen Meister und WBO-Intercontinental-Champion Jesse Magana durch technischen K. o. in der 4. Runde. Auch seine nächsten elf Kämpfe in Folge konnte er gewinnen, darunter gegen den erfahrenen Mexikanischen Meister Javier Díaz.
Am 10. März 1995 gewann er durch technischen K. o. über Miguel Espinoza, den Titel des Nordamerikanischen Meisters der NABF und verteidigte ihn sechs Mal gegen starke Gegner, außerdem bestritt er noch fünf erfolgreiche Nichttitelkämpfe. Aufgrund der Nähe der NABF zum Weltverband WBC, erhielt der in bisher 25 Profikämpfen ungeschlagene Ayala die Chance auf den WBC-Weltmeistertitel im Bantamgewicht. Dabei boxte er am 23. August 1998 gegen den japanischen Titelträger Jōichirō Tatsuyoshi, verlor jedoch durch Punkteentscheidung. Tatsuyoshi erlitt durch einen Kopfstoß ein blutiges Cut, wodurch der Kampf schließlich in der 6. Runde gestoppt wurde und die Punktezettel ausgewertet wurden, auf denen Tatsuyoshi in Führung lag.

## Weltmeister
Nach zwei gewonnenen Aufbaukämpfen durfte er jedoch um den WBA-Weltmeistertitel boxen. Titelträger zu dieser Zeit war der in 48 Profikämpfen ungeschlagene, ehemalige WBO- und IBF-Weltmeister Johnny Tapia, der vom Superfliegengewicht ins Bantamgewicht aufgestiegen war und sich hier den WBA-Weltmeistertitel sichern konnte. Der Kampf wurde am 26. Juni 1999 in Las Vegas ausgetragen, wobei Ayala verständlicherweise als Außenseiter in den Ring stieg. Noch vor Beginn des Kampfes wurde Ayala von Tapia im Ring tätlich angegriffen, was jedoch keine Konsequenzen zur Folge hatte. Der Kampf selbst war von hoher Schnelligkeit und vielen Kombinationen geprägt, Ayala zeigte sich überlegen und konnte den Titelverteidiger mehrmals in Bedrängnis bringen. Ayala gewann schließlich einstimmig nach Punkten (116-113, 116-113, 115-114) und war somit neuer WBA-Weltmeister im Bantamgewicht, zudem wurde das Duell zum „Kampf des Jahres“ (Ring Magazine) gewählt.
Anschließend verteidigte er seinen Titel gegen den Thailänder Saohin Condo und den Dänen Johnny Bredahl jeweils nach Punkten und traf am 7. Oktober 2000 erneut auf Johnny Tapia. Ayalas Titel war nicht in Gefahr, da es sich um einen Nichttitelkampf handelte. Der Kampf war erneut von hoher Intensität, Tapia wich vielen Schlägen von Ayala durch geschickte Bewegungen aus, ließ Schlagattacken ins Leere laufen und konnte seinerseits wirkungsvolle Kombinationen landen. In Runde 6 wurde Ayala durch einen linken Haken an der Schläfe getroffen und torkelte in die Ringseile, ging jedoch nicht zu Boden. Ayala hingegen zeigte hohe Nehmerqualitäten und konnte einige kräftige Einzeltreffer landen die teilweise Schlagwirkung zeigten. Die letzten zehn Sekunden des Kampfes lieferten sich beide Boxer noch einen bis zum Rundengong anhaltenden Schlagabtausch. Auch diesmal siegte Ayala einstimmig nach Punkten (115-113, 115-113, 116-112), worauf es im und außerhalb des Ringes zu Tumulten kam; Der aggressive Tapia musste von Sicherheitsbeamten umklammert aus dem Ring geleitet werden, Tapias Schwager attackierte einen Angehörigen von Ayalas Promoter Bob Arum und wurde festgenommen.

## Wechsel der Gewichtsklassen
Am 30. März 2001 verteidigte Ayala seinen Titel noch durch Punktesieg gegen Hugo Dianzo und wechselte ins Superbantamgewicht. Dort sicherte er sich in einem von der WBA nicht genehmigten Kampf am 4. August 2001, den international wenig bedeutenden „Weltmeistertitel“ der IBO, worauf ihm drei Tage später sein WBA-Titel aberkannt wurde. Der Titelgewinn kam durch einen Sieg gegen den ehemaligen WBA-Weltmeister Clarence Adams zustande, den er im Rückkampf erneut bezwingen konnte.
Nach einem Wechsel ins Federgewicht, erhielt er bereits am 16. November 2002 die Möglichkeit auf den WBC-Weltmeistertitel gegen Erik Morales, verlor jedoch einstimmig nach Punkten (111-117, 111-117, 112-116). Nach einem gewonnenen Aufbaukampf boxte er am 19. Juni 2004 gegen Marco Antonio Barrera und verlor durch technischen K. o. in der 10. Runde. Dies war zugleich sein letzter Profikampf.